# Burg Gollenfels
Die Burg Gollenfels ist eine Felsenburg auf dem „Gollenfels“ über dem Guldenbachtal auf 285 m ü. NN am Rande des Soonwalds gegenüber der Stromburg in der Gemarkung Dörrebach bei Stromberg im Hunsrück im Landkreis Bad Kreuznach.

## Geschichte
Die Burg Gollenfels entstand der Überlieferung nach im 10./11. Jahrhundert auf den Fundamenten einer alten Römerfestung, die der Sicherung einer Heerstraße von Mainz nach Trier diente. Sichere Quellen für diese Behauptung gibt es jedoch nicht. Die Lage der Burg auf dem Felsen zwischen den Tälern des Dörre- und des Guldenbachs besitzt allerdings eine hervorragende strategische Bedeutung, weswegen dieser Platz von den Erbauern wohl auch gewählt worden sein dürfte.
1156 findet die Burg erste urkundliche Erwähnung, eine weitere ist auf den 5. April 1191 datiert und im Jahre 1450 wird Johann von Stein (Steinkallenfels) als Bewohner genannt.
1614 wird die Burg während des Jülich-Klevischen Erbfolgestreits auf Befehl von Kaiser Matthias von Habsburg von spanischen Truppen zerstört.
1619 wird auf dem Gollenfels eine neue Burg erbaut und trotz einer schweren Schlacht gegen französische Truppen im Jahr 1793 nicht mehr zerstört. Sie verlor danach jedoch ihre strategische Bedeutung und wurde 1848 als Soldatenwohnquartier eingerichtet und blieb bis nach dem Zweiten Weltkrieg noch einige Jahre bewohnt.

## Anlage
Die Burganlage bestand aus einem mächtigen Wohnturm mit angeschlossenem zweistöckigem Wohngebäude und Wirtschaftsgebäuden auf der Rückseite des Burghofes. Die seit 2002 baufällige und nicht mehr bewohnbare Burg befindet sich in Privatbesitz.